# Lunar Cruiser
Lunar Cruiser (en japonés: ルナクルーザー) es un vehículo de hidrógeno, presurizado y diseñado para ser tripulado por humanos, específicamente ideado para la exploración de la Luna, creado por Toyota en colaboración con la Agencia Japonesa de Exploración Aeroespacial (JAXA). El vehículo se encuentra en fase de construcción, anunciándose la presentación del prototipo para 2022. Toyota señaló como fecha del finalización para finales de la década de 2020.

## Historia
Después varios años dominando la exploración lunar por parte de Estados Unidos y la Unión Soviética, dentro del marco de la carrera espacial, Japón fue el primer país en empezar la exploración del satélite con el lanzamiento de la sonda Hiten en 1990. Desde aquella primera sonda, cuyo único instrumento que llevaba dentro servía para estudiar el polvo en suspensión, Japón lanzó varias misiones más no tripuladas pero sin llegar a alunizar. La primera misión para tocar suelo lunar está proyectada para 2022 bajo el nombre de SLIM.
Con el fin de reforzar la exploración del satélite, en 2018 la Agencia Japonesa de Exploración Aeroespacial (JAXA) signó un acuerdo con el constructor de automóviles Toyota con el fin para pasar a desarrollar conjuntamente los futuros vehículos de exploración espaciales, dando prioridad en los objetivos de la agencia en la Luna y siendo el Lunar Cruiser el primer trabajo conjunto. La apuesta de Japón por volver a la Luna, se encuentra dentro del marco internacional en los años 2020, donde varias potencias presentaron sendos proyectos para la colonización del satélite, siendo bautizado por varios medios como la "nueva carrera espacial" como paso previo a los intereses en el planeta Marte. Para no quedarse atrás, JAXA, Toyota y Mitsubishi crearon la alianza Team Japan en 2019 para aunar esfuerzos con las principales empresas del país y conseguir realizar proyectos como el Lunar Cruiser.

## Características
Se trata de un vehículo tracción en las seis ruedas (6x6), con una cámara presurizada preparada para albergar entre 2 y 4 personas con 13m³ habitables y unas medidas iniciales de 6 metros de largo, 5,2 de ancho y 3,8 de altura. La propulsión es a base pilas de combustible de hidrógeno, un sistema mejorado de las usadas en los vehículos de hidrógeno convencionales y que la marca japonesa ya había probado en modelos como el Toyota Mirai. El sistema principal de propulsión se refuerza con paneles solares abatibles para así poder llegar a una autonomía de 10.000 km. Según anunció la compañía japonesa, durante toda la primera fase de desarrollo del vehículo se centrará en el estudio sobre el rendimiento de disipación de energía y calor durante la conducción, así como en las pruebas de uno de los elementos clave como son los neumáticos, algo que en exploraciones marcianas por parte de otras agencias, como Opportunity, se observó un mayor desgaste de las ruedas de lo inicialmente esperado. Para realizar las simulaciones, se emplea la realidad virtual y modelos a gran escala para.
El nombre elegido fue un guiño a uno de los vehículos insignia de la empresa, el Toyota Land Cruiser.